# Molybden
Molypden (tiếng La tinh: molybdenum, từ tiếng Hy Lạp molybdos nghĩa là "giống như chì", trong tiếng Việt được đọc là Mô-líp-đen), là một nguyên tố hóa học thuộc nhóm VIB, chu kì 5 với ký hiệu Mo và số nguyên tử 42. Nó có điểm nóng chảy cao hàng thứ 6 trong số mọi nguyên tố đã biết và vì thế thường được sử dụng trong các loại hợp kim thép có sức bền cao. Molypden được tìm thấy ở dạng dấu vết trong thực vật và động vật, mặc dù sự dư thừa molypden thái quá có thể gây độc hại cho một số động vật. Molypden được Carl Wilhelm Scheele phát hiện năm 1778 và lần đầu tiên được Peter Jacob Hjelm cô lập năm 1781.

## Lịch sử
Molypdenit (từ tiếng Hy Lạp Μόλυβδος molybdos, nghĩa là chì), loại quặng chính mà hiện nay người ta dùng để sản xuất molypden, trước đây gọi là molypdena. Molypdena từng bị nhầm lẫn và thường được dùng như thể nó là graphit (than chì). Ngay cả khi hai loại quặng này có thể phân biệt thì molypdena cũng đã từng được coi là quặng chì. Năm 1754, Bengt Qvist đã khảo sát khoáng vật và xác định rằng nó không chứa chì.
Cho tới tận năm 1778 thì nhà hóa học người Thụy Điển là Carl Wilhelm Scheele mới nhận thấy molypdena không phải chì mà cũng chẳng phải graphit. Ông và các nhà hóa học khác sau đó giả định chính xác rằng nó là quặng của nguyên tố mới khác biệt, đặt tên là molybdenum cho khoáng vật mà trong đó nó được phát hiện ra. Peter Jacob Hjelm đã thành công trong việc cô lập molypden bằng cách sử dụng cacbon và dầu lanh vào năm 1781.
Trong một khoảng thời gian dài đã không có ứng dụng công nghiệp nào từ molypden. Công ty Schneider Electrics của Pháp đã sản xuất hợp kim thép molypden lần đầu tiên vào năm 1894 dưới dạng các tấm giáp sắt. Cho tới Chiến tranh thế giới thứ nhất phần lớn các xí nghiệp sản xuất giáp sắt khác cũng sử dụng thép hợp kim molypden. Trong Chiến tranh thế giới thứ nhất, một số xe tăng của Anh được bảo vệ bằng các tấm mangan dày tới 75 mm, nhưng nó tỏ ra không hiệu quả. Các tấm mangan sau đó được thay thế bằng các tấm molypden dày 25 mm. Điều này cho phép đạt được tốc độ cao hơn, khả năng thao diễn lớn hơn và mặc dù mỏng hơn nhưng lại có sự bảo vệ tốt hơn. Nhu cầu lớn về molypden trong Chiến tranh thế giới thứ nhất và Đại chiến thế giới lần thứ hai cùng sự giảm sút mạnh sau chiến tranh có ảnh hưởng lớn tới giá cả và sản lượng molypden.

## Phổ biến

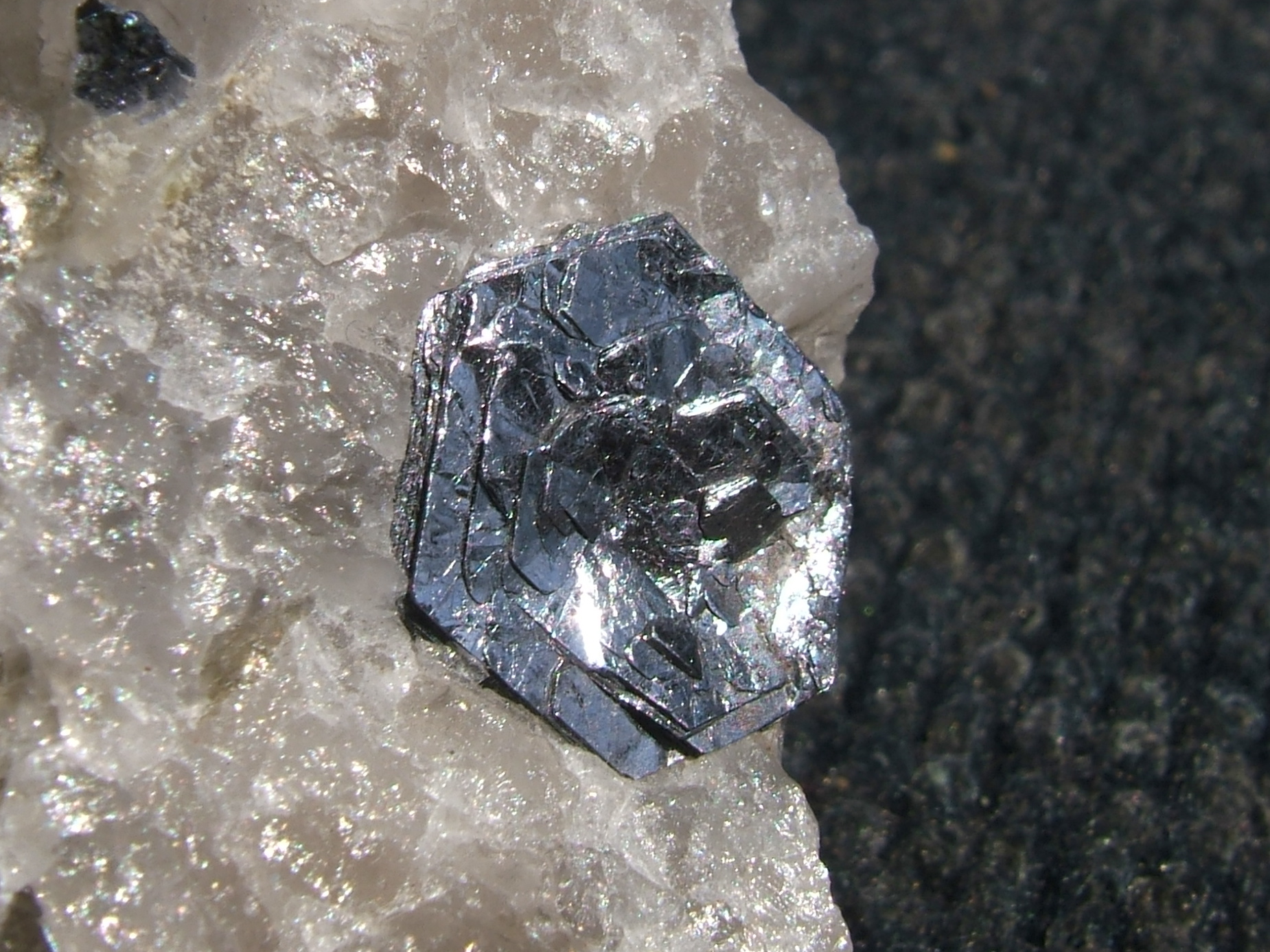
Molypden trong thạch anh

Các nhà sản xuất molypden hàng đầu thế giới là Hoa Kỳ, Canada, Chile, Nga và Trung Quốc.
Mặc dù molypden được tìm thấy trong các khoáng vật như wulfenit (PbMoO4) và powellit (CaMoO4), nhưng nguồn thương mại chính chứa molypden là molypdenit (MoS2). Molypden được khai thác như là loại quặng chính cũng như được phục hồi từ phụ phẩm trong khai thác đồng và wolfram. Các mỏ lớn tại Colorado (Climax) và British Columbia chứa molypdenit, trong khi nhiều trầm tích porphyry đồng như mỏ Chuquicamata ở miền bắc Chile lại sản xuất molypden như là phụ phẩm của khai thác đồng. Mỏ Knaben ở miền nam Na Uy mở cửa năm 1885 và là mỏ molypden đầu tiên trên thế giới. Nó còn duy trì hoạt động tới năm 1973.
Molypden là nguyên tố phổ biến hàng thứ 42 trong vũ trụ và thứ 25 trong lòng đại dương của Trái Đất, với trung bình khoảng 10,8 tấn/km³. Tàu Luna 24 của Nga đã phát hiện ra một hạt chỉ chứa molypden (kích thước 1 × 0,6 µm) trong mẩu đá pyroxen thu được từ Mare Crisium trên Mặt Trăng.
Phụ phẩm trong khai thác molypden là rheni. Do nó luôn có mặt với lượng nhỏ trong molypdenit nên nguồn thương mại duy nhất của rheni chính là các mỏ molypden.

## Đặc trưng
Molypden là một kim loại chuyển tiếp với độ âm điện 1,8 trên thang Pauling và nguyên tử lượng 95,9 g/mol. Nó không phản ứng với oxy hay nước ở nhiệt độ phòng. Ở nhiệt độ cao hơn, triôxít molypden được tạo ra theo phản ứng:
2Mo + 3O2 → 2MoO3
Ở dạng kim loại nguyên chất, molypden có màu xám trắng bạc và rất cứng, mặc dù nó hơi mềm hơn wolfram. Dạng bột màu xám sẫm hoặc đen, nó có điểm nóng chảy là 2.623 °C, cao hàng thứ sáu trong số các nguyên tố đã biết, và chỉ có cacbon cùng các kim loại như wolfram, rheni, osmi và tantan là có nhiệt độ nóng chảy cao hơn, theo trật tự như trên đây. Molypden bắt cháy ở nhiệt độ trên 600 °C. Nó cũng có hệ số giãn nở nhiệt thấp nhất trong số các kim loại sử dụng ở quy mô thương mại (4,8 µm/m•K ở 25 °C).
Molypden có giá trị vào khoảng 65.000 USD mỗi tấn vào ngày 4 tháng 5 năm 2007. Nó duy trì mức giá khoảng 10.000 USD/tấn suốt trong giai đoạn từ năm 1997 tới năm 2002 và đạt đỉnh cao ở mức 103.000 USD/tấn vào tháng 6 năm 2005.

## Đồng vị
Người ta đã biết 35 đồng vị của molypden với nguyên tử lượng trong khoảng từ 83 tới 117, cũng như bốn đồng phân hạt nhân. Bảy đồng vị có nguồn gốc tự nhiên, với nguyên tử lượng là 92, 94, 95, 96, 97, 98 và 100. Trong số này có 5 đồng vị ổn định (nguyên tử lượng từ 94 tới 98). Tất cả các đồng vị không ổn định của molypden phân rã thành các đồng vị của niobi, tecneti, rutheni.
Mo92 và Mo100 là hai đồng vị tự nhiên không ổn định. Mo100 có chu kỳ bán rã khoảng 1×1019 năm và trải qua phân rã beta kép thành Ru100. Mo98 là đồng vị phổ biến nhất, chiếm 24,14% khối lượng tất cả các đồng vị molypden. Các đồng vị molypden với nguyên tử lượng từ 111 tới 117 đều có chu kỳ bán rã ở mức 15 μs.

## Hợp chất
Xem thêm Hợp chất molypden.
Molypden có một số trạng thái oxy hóa phổ biến là +2, +3, +4, +5 và +6. Trạng thái oxy hóa cao nhất là phổ biến trong molipđen(VI) oxit (MoO3) trong khi hợp chất với lưu huỳnh thông thường nhất là molipđen(IV) sulfide (MoS2). Khoảng rộng các trạng thái oxy hóa thuộc về các chloride của molypden: 
- Molipđen(II) chloride MoCl2 (chất rắn màu vàng),
- Molipđen(III) chloride MoCl3 (chất rắn màu đỏ sẫm),
- Molipđen(V) chloride MoCl5 (chất rắn màu lục sẫm),
- Molipđen(VI) chloride MoCl6 (chất rắn màu nâu),

Giống như crom và một số kim loại chuyển tiếp khác, molypden có khả năng tạo ra các liên kết bậc bốn.

## Vai trò sinh học
Vai trò quan trọng nhất của các nguyên tử molypden trong các sinh vật sống là các nguyên tử dị-kim loại trong khu vực hoạt hóa của một số enzym nhất định. Trong cố định nitơ ở một số loài vi khuẩn, enzym nitrogenaza tham gia vào bước cuối cùng để khử phân tử nitơ thường chứa molypden trong khu vực hoạt hóa (mặc dù thay thế Mo bằng sắt hay vanadi cũng có).
Tháng Ba năm 2008, các nhà nghiên cứu đã thông báo rằng họ tìm thấy chứng cứ mạnh cho giả thiết rằng sự khan hiếm molypden trong lòng đại dương của Trái Đất thời kỳ đầu đã là yếu tố hạn chế sự tiến hóa tiếp theo của sinh vật nhân chuẩn (bao gồm toàn bộ động và thực vật) do các sinh vật nhân chuẩn không thể cố định nitơ và phải thu nhận nó từ các vi khuẩn nhân sơ. Sự khan hiếm molypden tạo ra do sự thiếu hụt tương đối của oxy trong đại dương thời kỳ đầu. Oxy hòa tan trong nước biển là cơ chế chính để hòa tan molypden từ các chất khoáng dưới đáy biển.
Mặc dù molypden tạo ra một số hợp chất với một số phân tử hữu cơ, như các cacbohyđrat và amino acid, nhưng nó được vận chuyển trong cơ thể người dưới dạng MoO42-. Molypden có mặt trong khoảng 20 enzym ở động vật, bao gồm anđehyt oxidaza, sulfit oxidaza, xanthin oxidaza. Ở một số động vật, sự oxy hóa xanthin thành axít uric, một quá trình dị hóa purin, được xúc tác bằng xanthin oxidaza, một enzym chứa molypden. Hoạt động của xanthin oxidaza tỷ lệ thuận với khối lượng molypden trong cơ thể. Tuy nhiên, nồng độ cực cao của molypden lại đảo ngược xu hướng này và có thể tác động như là tác nhân ức chế cả dị hóa purin lẫn các quy trình khác. Nồng độ molypden cũng ảnh hưởng tới tổng hợp protein, trao đổi chất, và sự phát triển. Các enzym này ở thực vật và động vật xúc tác phản ứng của oxy trong các phân tử nhỏ, như là một phần của sự điều chỉnh các chu trình nitơ, lưu huỳnh và cacbon.
Ở người nặng 70 kg có khoảng 9,3 mg molypden, chiếm 0,00001% trọng lượng cơ thể. Nó có nồng độ cao hơn ở gan và thận còn nồng độ thấp hơn ở xương sống. Molypden cũng tồn tại trong men răng của người và có thể hỗ trợ việc ngăn ngừa sâu răng. Gan lợn, cừu và bê chứa khoảng 1,5 phần triệu molypden. Các nguồn dinh dưỡng khác chứa đáng kể molypden là đậu xanh, trứng, hạt hướng dương, bột mì, đậu lăng và một vài loại lương thực khác.
Nhu cầu hấp thụ trung bình mỗi ngày đối với molypden là khoảng 0,3 mg. Hấp thụ trên 0,4 mg có thể gây ngộ độc. Thiếu hụt molypden, gây ra do hấp thụ dưới 0,05 mg/ngày, có thể gây ra còi cọc, giảm ngon miệng và giảm khả năng sinh sản. Tungstat natri là tác nhân kìm hãm và ức chế molypden. Wolfram trong thức ăn làm giảm nồng độ molypden trong các mô của cơ thể.

### Đối kháng đồng-molypden
Một lượng lớn molypden có thể gây cản trở sự hấp thụ đồng của cơ thể, bằng sự ngăn chặn các protein của huyết tương trong việc liên kết đồng cũng như gia tăng lượng đồng bị bài tiết theo đường nước tiểu. Các động vật nhai lại nếu tiêu thụ lượng lớn molypden sẽ phát sinh các triệu chứng như tiêu chảy, còi cọc, bệnh thiếu máu và mất sắc tố ở lông. Các triệu chứng này có thể giảm đi bằng cách chỉ định thêm đồng vào khẩu phần ăn cũng như bằng cách tiêm. Tình trạng này có thể trầm trọng thêm nếu dư thừa cả lưu huỳnh.

## Ứng dụng
Khả năng của molypden trong việc chịu đựng được nhiệt độ cao mà không có sự giãn nở hay mềm đi đáng kể làm cho nó là hữu ích trong các ứng dụng có sức nóng mãnh liệt, bao gồm sản xuất các bộ phận của máy bay, tiếp điểm điện, động cơ công nghiệp và dây tóc đèn. Molypden cũng được sử dụng trong các hợp kim vì khả năng chống ăn mòn cũng như khả năng hàn được khá cao của nó. Phần lớn các hợp kim thép sức bền cao chứa khoảng 0,25% tới 8% molypden. Mặc dù chỉ sử dụng ở những tỷ lệ thấp như vậy, nhưng trên 43.000 tấn molypden đã được sử dụng như là tác nhân tạo hợp kim mỗi năm trong sản xuất thép không gỉ, thép công cụ, gang cùng các siêu hợp kim chịu nhiệt.
Do có trọng lượng riêng nhỏ hơn cùng giá cả ổn định hơn so với wolfram, nên molypden được bổ sung vào vị trí của wolfram. Molypden có thể được bổ sung trong vai trò của cả tác nhân tạo hợp kim lẫn làm vật liệu phủ chịu nhiệt cho các kim loại khác. Mặc dù điểm nóng chảy của nó là 2.623 °C, nhưng molypden nhanh chónh bị oxy hóa ở nhiệt độ trên 760 °C, làm cho nó phù hợp tốt hơn để sử dụng trong môi trường chân không.
Mo99 được sử dụng như là đồng vị phóng xạ gốc để tạo ra đồng vị phóng xạ Tc99, được sử dụng trong nhiều ứng dụng y học.
Disulfide molypden (MoS2) được sử dụng làm chất bôi trơn và tác nhân. Nó tạo thành các màng mỏng trên bề mặt kim loại có khả năng chịu được nhiệt độ và áp suất cao. Molypdat chì đồng ngưng tự cùng với cromat chì và sulfat chì là một chất màu vàng cam sáng, được sử dụng trong chế tạo gốm và chất dẻo. Triôxít molypden (MoO3) được dùng làm chất kết dính giữa men và kim loại. Bột molypden cũng đôi khi được dùng làm phân bón cho một số loài thực vật, chẳng hạn súp lơ.
Nó cũng được sử dụng trong các thiết bị phân tích NO, NO2, NOx tại các nhà máy điện để kiểm soát ô nhiễm. Ở 350 °C, nó đóng vai trò của chất xúc tác cho NO2/NOx để tạo ra chỉ các phân tử NO để có thể đọc ổn định bằng tia hồng ngoại.

## Phòng ngừa
Bụi và hơi molypden sinh ra do khai thác và chế biến là không độc hại. Người ta chưa thấy các tác động dài hạn gắn liền với phơi nhiễm molypden; tuy nhiên, phơi nhiễm kéo dài có thể gây ra kích thích mắt và da. Nên tránh việc hít thở hay nuốt trực tiếp molypden. Các quy định của OSHA Hoa Kỳ về giới hạn phơi nhiễm cho phép tối đa molypden trong 8 giờ mỗi ngày là 5 mg/m³. Phơi nhiễm kinh niên tới 60–600 mg Mo/m³ có thể gây ra các triệu chứng như mệt mỏi, đau đầu và đau khớp.

## Cung và cầu
Mặc dù sản lượng hiện tại của molypden đáp ứng được nhu cầu, nhưng người ta dự báo sản lượng này sẽ không đáp ứng được nhu cầu trong giai đoạn 2009-2015.
Các lò nung chế biến quặng molypden thành dạng bột mịn, viên nhỏ hay các dạng khác. Tổng năng lực các lò nung trên thế giới hiện tại khoảng 145.000 tấn (320 triệu pound) mỗi năm, vừa đủ cho nhu cầu. Hiện tại không còn công suất dư thừa trong khi chưa thấy có các lò nung mới nào được phép hoạt động. Với năng lực đã tới hạn có thể thấy dự báo về thiếu hụt trong tương lai là rõ nét. Các dữ liệu này dựa trên giả thiết là các mỏ còn có thể tăng công suất đầu ra.
Nhu cầu về molypden tại phương Tây gia tăng mỗi năm khoảng 3% và nhu cầu của Trung Quốc cùng SNG tăng khoảng 10% mỗi năm, làm gia tăng tổng thể trong nhu cầu toàn cầu khoảng 4,5% mỗi năm. Nhu cầu gia tăng có thể là do hai yếu tố chính như sau. Thứ nhất, các chất xúc tác cho chế biến dầu thô bằng hiđrô càng ngày càng trở thành thiết yếu. Thứ hai là sự gia tăng trong việc xây dựng các lò phản ứng hạt nhân. Ước tính sẽ có thêm 48 lò phản ứng hạt nhân nữa được xây dựng cho tới năm 2013 và khoảng 100 lò vào năm 2020. Hiệp hội Molypden Quốc tế (IMOA) cho rằng trung bình mỗi lò phản ứng hạt nhân cần dùng khoảng 160.000 mét (520.000 ft) thép không gỉ. Một số lò lớn chứa trên 305.000 mét (1 triệu ft) thép không gỉ. Trừ khi sản xuất molypden có những bước tiến nhảy vọt còn không thì sự thiếu hụt trong cung cấp kim loại này được ước tính sẽ xảy ra vào năm 2009.